# 波瓦坦 (阿肯色州)
波瓦坦（英語：Powhatan）是一個位於美國阿肯色州勞倫斯縣的城鎮。

## 地理
波瓦坦的座標為36°04′59″N 91°07′11″W / 36.08306°N 91.11972°W，而該地的平均海拔高度為87米（即285英尺）。

## 人口
根據2020年美國人口普查的數據，波瓦坦的面積為0.55平方千米，皆為陸地。當地共有人口104人，而人口密度為每平方千米189人。